# Новий Посьолок (Питаловський район)
Новий Посьолок (рос. Новый Посёлок) — присілок в Питаловському районі Псковської області Російської Федерації.
Населення становить 25 осіб. Входить до складу муніципального утворення Гавровська волость.

## Історія
Від 2015 року входить до складу муніципального утворення Гавровська волость.

## Населення
| 2001 | 2002 | 2010 |
| ---- | ---- | ---- |
| 16   | ↗28  | ↘25  |